# Мануель Мачука
Мануель Ернан Мачука Берріос (ісп. Manuel Hernán Machuca Berríos, 6 червня 1924, Сантьяго — 1985, там само) — чилійський футболіст, що грав на позиції захисника, зокрема, за клуб «Коло-Коло», а також національну збірну Чилі.
Чемпіон Чилі. 

## Клубна кар'єра
Народився 6 червня 1924 року. Вихованець футбольної школи клубу «Коло-Коло». 
Футбольну кар'єру розпочав 1946 року в основній команді того ж клубу, в якій провів п'ять сезонів, взявши участь у 119 матчах чемпіонату.  Більшість часу, проведеного у складі «Коло-Коло», був основним гравцем захисту команди.
Завершив професійну ігрову кар'єру у клубі «Грін Кросс», за команду якого виступав протягом 1952 року.

## Виступи за збірну
1947 року дебютував в офіційних матчах у складі національної збірної Чилі. Протягом кар'єри у національній команді, яка тривала 4 роки, провів у її формі 18 матчів.
У складі збірної був учасником двох чемпіонатів Південної Америки: 1947 року в Еквадорі і 1949 року у Бразилії.
У складі збірної був учасником чемпіонату світу 1950 року у Бразилії, де зіграв зі збірною США (5-2).
Помер в 1985 році.

## Титули і досягнення
- Чемпіон Чилі (1):

«Коло-Коло»: 1947